# VIII Festival Internacional de Cinema Fantàstic i de Terror
El VIII Festival Internacional de Cinema Fantàstic i de Terror va tenir lloc a Sitges entre el 4 i el 10 d'octubre de 1975 sota la direcció d'Antonio Rafales amb la intenció de promocionar el cinema fantàstic i el cinema de terror. Fou inaugurat al palau de Maricel i hi havia tres seccions, una competitiva, una informativa i una altra retrospectiva. Paral·lelament al festival es va fer una Mostra Internacional de Còmic Fantàstic.

## Pel·lícules exhibides

### Secció competitiva
- Vénen de dintre de... de David Cronenberg
- Ya mo de Hsing-Lai Wang
- Shen hu de Chung Ting
- La maldición de la bestia de Miquel Iglesias i Bonns
- Dead of Night, de Bob Clark
- Phase IV de Saul Bass
- Meat is Meat de Guido Zurli
- Frankenstein's Castle of Freaks de Robert H. Oliver
- Persecution de Don Chaffey
- Ghost Story de Stephen Weeks
- Legend of the Werewolf de Freddie Francis
- Vem var Dracula? de Calvin Floyd
- Parapsycho – Spektrum der Angst de Peter Patzak
- O Sidarta de Michael Jakar
- Valdemar de Tomás Muñoz
- Pauvre Sonia de Dominique Maillet

### Secció informativa
- Kau Sam Neang de Sen Yu-Li
- She guo nu wang, de Chung Ting
- El extraño amor de los vampiros, de León Klimovsky
- L'exorcista de William Friedkin
- House of Whipcord de Pete Walker

### Secció retrospectiva
- Vynalez zkazy (1958) dir. Karel Zeman

## Jurat
El jurat internacional estava format per Kevin Francis, Silvia Solar, Joel Karoche, Eduardo Fajardo, Pedro Serramalera i Igaal Niddam.

## Premis
Els premis d'aquesta edició foren:
| Categoria                                      | Premiat          | Treball                   |
| ---------------------------------------------- | ---------------- | ------------------------- |
| Medalla Sitges d'Or al millor director         | David Cronenberg | Vénen de dintre de...     |
| Medalla de Plata al millor Curtmetratge        | Tomás Muñoz      | Valdemar                  |
| Medalla de Plata a la millor actriu            | Lana Turner      | Persecution               |
| Medalla en Plata al millor actor               | Paul Naschy      | La maldición de la bestia |
| Medalla de Plata a la millor fotografia        | Peter Hurst      | Ghost Story               |
| Medalla de Plata al millor guió                | Alan Ormsby      | Dead of Night             |
| Medalla de Plata als millors efectes especials | D. Li Knek       | Ya mo                     |
| Premi del Jurat Internacional de la Crítica    | Ghost Story      | Stephen Weeks             |